# جرج روب
جرج روب (به انگلیسی: George Robb) بازیکن فوتبال زادهٔ ۱ ژوئن ۱۹۲۶ اهل انگلستان بود که سابقهٔ بازی در تیم ملی فوتبال انگلستان را در کارنامهٔ خود دارد. وی در تاریخ ۲۵ نوامبر ۱۹۵۳ تنها بازی ملی خود را در مقابل تیم ملی فوتبال مجارستان انجام داد.